# Пески (Железногорский район)
Пески́ — хутор в Железногорском районе Курской области. Входит в состав Михайловского сельсовета.
Население — 2 человека (2010 год).

## География
Расположен в 17 км к югу от Железногорска и в 2 км к югу от Михайловки. Мимо хутора проходит автомобильная дорога Железногорск—Курск, а через него — автомобильная дорога в деревню Снецкое. Высота над уровнем моря — 181 м. Ближайший населённый пункт — слобода Михайловка.

## Этимология
Получил название от здешней песчаной почвы.

## История
Хутор Пески впервые упоминается в 1893 году в документах Дмитриевского земского собрания. До 1924 года входил в состав Дмитриевского уезда Курской губернии. В 1924—1928 годах в составе Льговского уезда. С 1928 года в составе Михайловского (ныне Железногорского) района. Во время Великой Отечественной войны, с октября 1941 года по февраль 1943 года, находился в зоне немецко-фашистской оккупации.

## Население
| 1979 | 2002 | 2010 |
| ---- | ---- | ---- |
| 15   | ↘4   | ↘2   |